# ザバイカリエ鉄道支社
ザバイカリエ鉄道支社（ロシア語: Забайкальская железная дорога）は、チタに本部を置き、シベリア連邦管区に属するザバイカリエ地方と極東連邦管区に属するアムール州を管轄するロシア鉄道の支社である。本線は1895年と1905年の間にシベリア鉄道の一部として建設された。この路線は、西側でバイカル湖岸鉄道と、東側で東清鉄道と接続している。この鉄道は1936年と1943年の間ヴャチェスラフ・モロトフの名前を冠していた。1959年にアムール鉄道がネットワークの一部になった
。2009年時点で、従業員数は46,741名、路線延長は3,336.1 kmである。

## 路線
- シベリア鉄道：ペトロフスキー・ザヴォート駅 - チタII駅 - タルスカヤ駅 - アルハラ駅
  - （支線）：タルスカヤ駅 - ザバイカリスク駅